# Barcelona Oberta
La Unió d'Eixos Comercials Turístics de Barcelona, coneguda sota la marca Barcelona Oberta, és una associació nascuda l'any 2013, que representa els interessos d'associacions de comerciants i centres comercials de la capital catalana. Des de 2014, el seu president és Gabriel Jené i Llabrés, director general de les botigues de roba de llar La Mallorquina.

## Associats

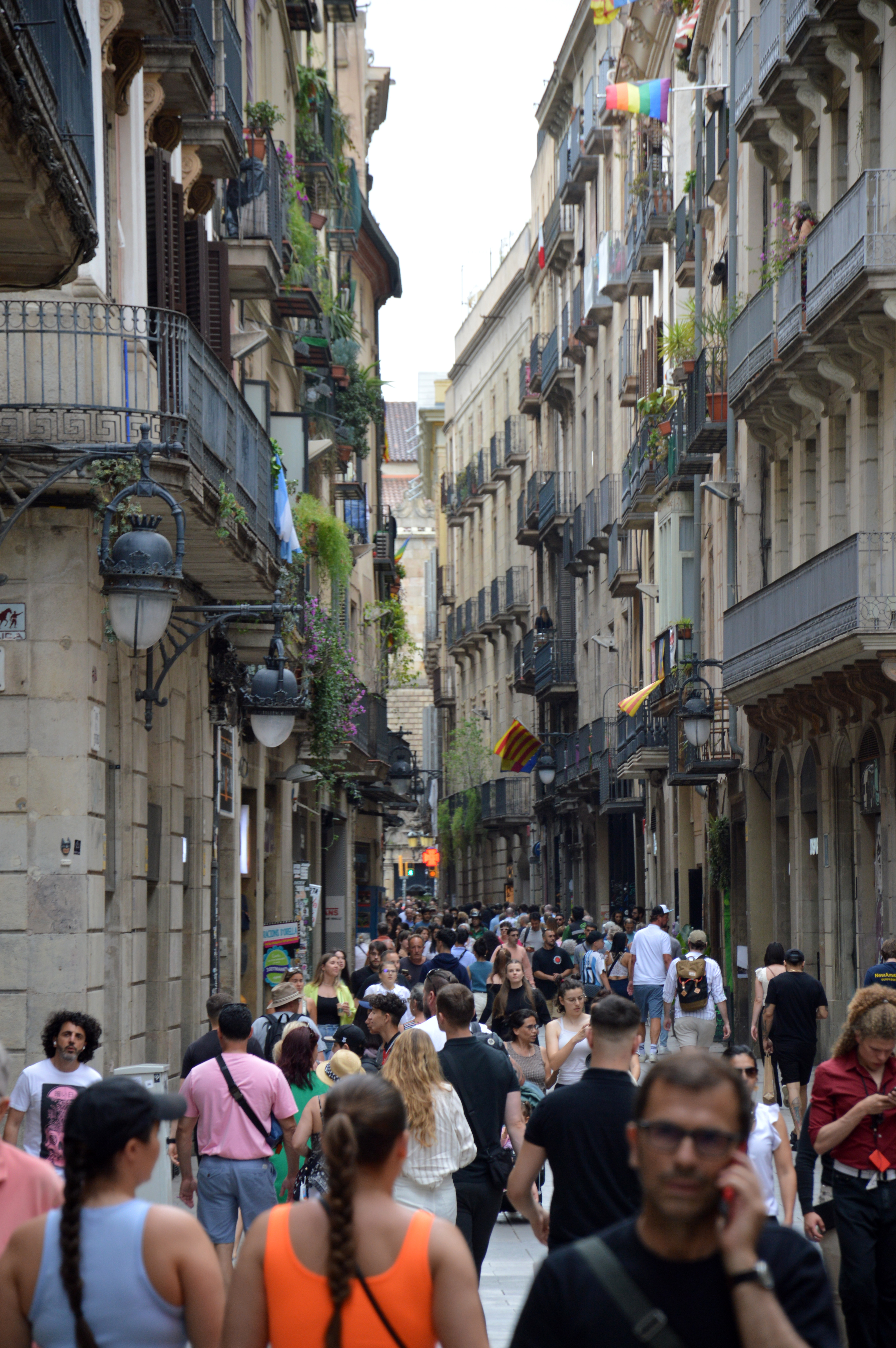
Carrer de la Portaferrissa, tradicional carrer comercial del barri Gòtic, víctima dels efectes de la massificació turística.

Entre els seus associats destaquen alguns dels principals eixos comercials del centre de la ciutat (Passeig de Gràcia, Rambla de Catalunya, el Born o el Gòtic) i d'altres barris històrics (Sagrada Família, la Barceloneta o Sant Antoni); tots ells amb forta afluència turística, així com centres comercials i grans empreses del sector minorista (Arenas, Diagonal Mar, Glòries o El Corte Inglés).
Entre les propostes d'aquesta associació, destaquen la implantació d'una flexibilització horària que permeti als comerços obrir els diumenges, la lluita contra els venedors ambulants i l'ampliació de l'aeroport del Prat. D'altra banda, va prendre partit a favor d'una major regulació dels apartaments turístics a Barcelona i en contra de la moratòria hotelera. El 2021 van ser promotors -junt amb l'Ajuntament i altres entitats- del llançament de BCNMarket, una plataforma online que reunia centenars de petits comerços de la capital.

## Actuacions
Barcelona Oberta va servir de lobby opositor al govern municipal d'Ada Colau (2015-2023). Tot i que l'entitat considera que «les ciutats han d'avançar cap a un model més ecològic, sostenible i amb un urbanisme més amable», va iniciar una actuació judicial contra el consistori barceloní per revertir la conversió del carrer del Consell de Cent en una superilla, adduint errors en la tramitació de la llicència d'obra. Quan el jutjat els va donar raó, el lobby es va retractar dient que ja no volen revertir la conversió del carrer del Consell de Cent. Confrontat amb la crítica dels veïns del carrer, el lobby va canviar d'estratègia demanant “diàleg”. Les associacions de veïns de l'Esquerra i de la Dreta de l'Eixample, partidàries de pacificar l'Eixample, van criticar el model de ciutat del lobby: "O defenses els veïns i el comerç de barri com a servei de proximitat o defenses el model oposat, un comerç dirigit als turistes i pisos amb preus altíssims".